# Jarace Walker

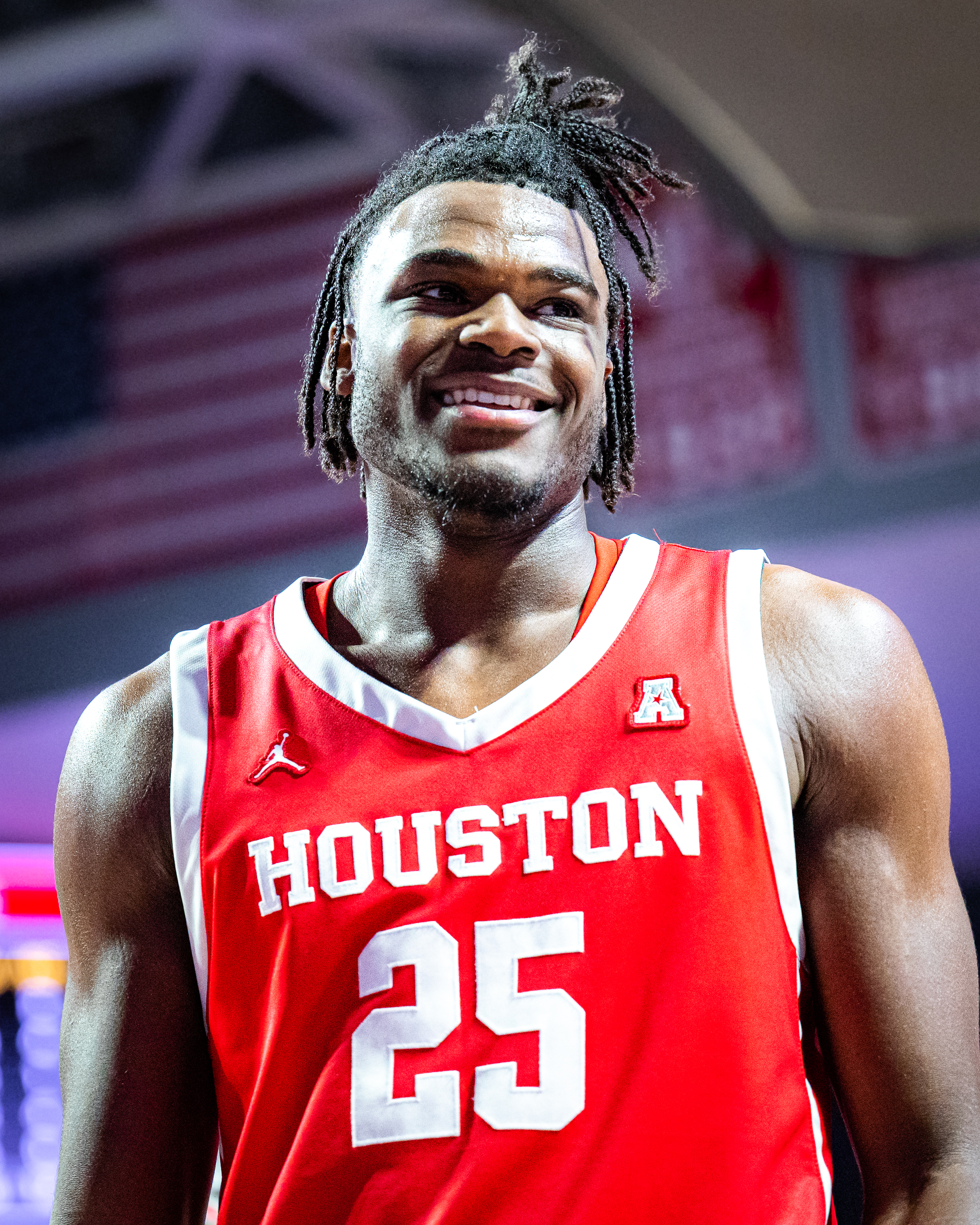
Jarace Walker, 2023.

Jarace Isaiah Walker, född 4 september 2003 i Baltimore i Maryland, är en amerikansk professionell basketspelare (PF) som spelar för Indiana Pacers i National Basketball Association (NBA).
Han draftades av Washington Wizards i första rundan i 2023 års draft som åttonde spelare totalt.
Innan Walker blev proffs studerade han på University of Houston och spelade för deras idrottsförening Houston Cougars.